# Resonanzdetektor

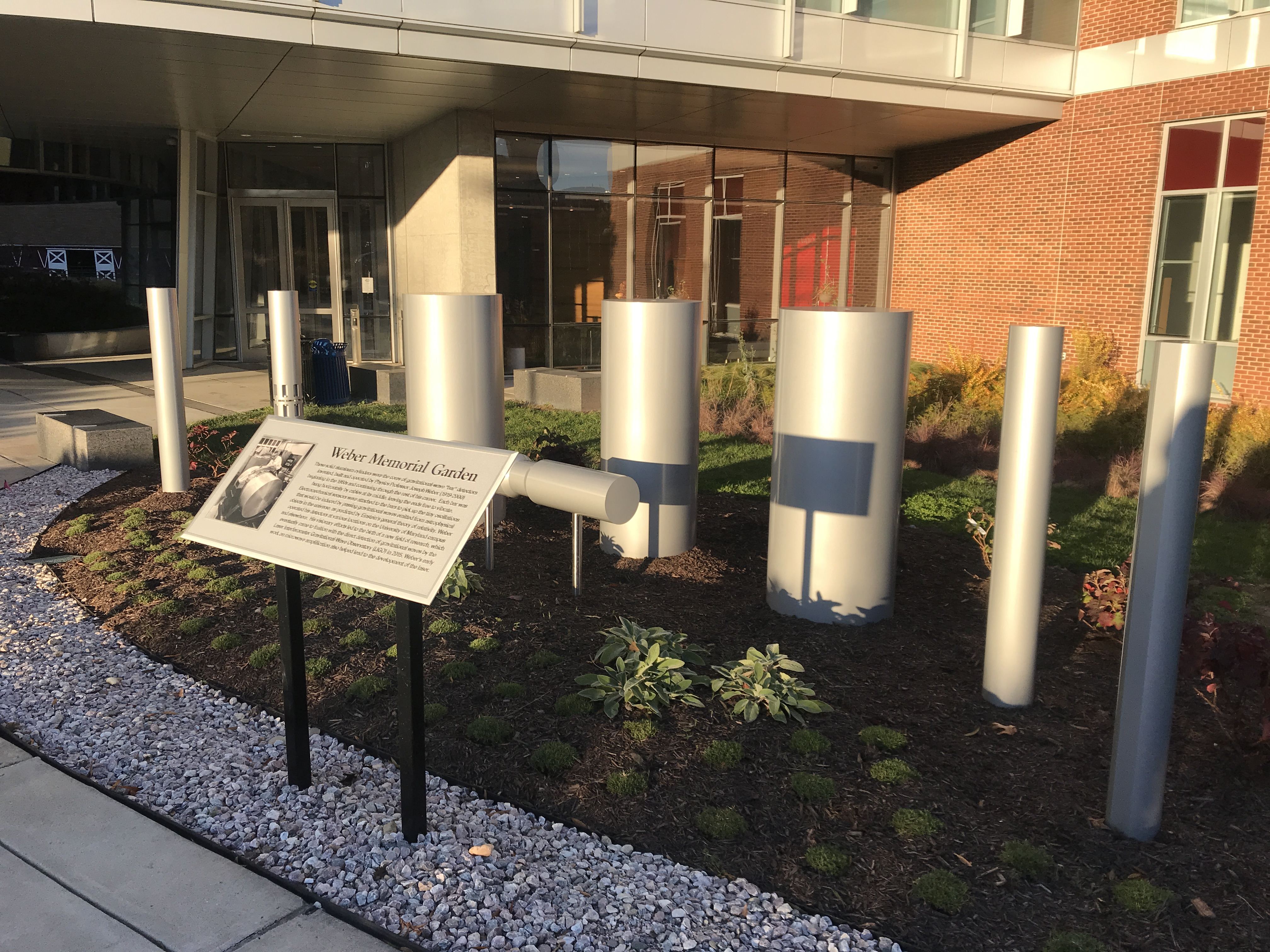
Ausgestellte Detektorteile im Weber Memorial Garden an der University of Maryland

Ein Resonanzdetektor ist ein Typ von Detektoren für Gravitationswellen, mit dem in den 1960er und 1970er Jahren Versuche unternommen wurden, solche Wellen nachzuweisen. Diese Detektoren werden im Englischen auch nach Joseph Weber, der diesen Detektortyp vorgeschlagen und an der University of Maryland, College Park die ersten derartigen Versuche durchgeführt hat, als Weber bars bezeichnet.
Hauptelement des Detektors ist eine schwingfähige Testmasse, der Resonator. Resonatoren waren bei den ersten Versuchen Aluminiumzylinder mit Durchmessern von ca. 20 cm bis ca. 1 m und Längen von ca. 1–2 m, später wurden auch Platten verwendet. Es wurde angenommen, dass Gravitationswellen diese Massen in Schwingungen versetzen können, und auf Grund der Resonanzüberhöhung auch sehr kleine Signale messbar gemacht werden können. Der Nachteil dieses Konzepts ist, dass ein solcher Resonator nur auf die Anteile des Gravitationswellensignals anspricht, die in der Nähe der natürlichen Schwingungsfrequenz (Eigenfrequenz) des Resonators liegen.
Der Resonator wurde in einem Knoten der verwendeten Schwingungsmode aufgehängt; bei den Zylindern wurde die Längsschwingung gemessen, die in der Zylindermitte ihre Knotenfläche hat. Die Aufhängung wurde so durchgeführt, dass Schwingungen der Umgebung möglichst wenig auf den Resonator übertragen wurden. Daher war das Störsignal der Detektoren im Wesentlichen durch das thermische Rauschen begrenzt; dem entspricht eine Schwingungsamplitude im Bereich von 10−16 m.
Die Resonanzfrequenzen der Detektoren waren zwischen 60 und 1660 Hertz.
Erste Berichte Webers in den Jahren 1968 und 1969, dass mit zwei unabhängigen Resonanzdetektoren in großer Entfernung tatsächlich zugleich (in Koinzidenz) Gravitationswellen festgestellt wurden, sind vermutlich auf Störeinflüsse zurückzuführen, die auf Grund ungenügender Analyse der Daten nicht als solche erkannt wurden. In späteren Versuchen in verschiedenen Institutionen konnten trotz höherer Empfindlichkeit keine Gravitationswellen nachgewiesen werden. Auch Versuche, mit einem auf die doppelte Umdrehungsgeschwindigkeit des Pulsars im Crabnebel abgestimmten Resonanzdetektor Gravitationswellen von dieser Quelle zu detektieren, waren erfolglos.